# Rhynchoplexia griseimarginata
Rhynchoplexia griseimarginata är en fjärilsart som beskrevs av George Francis Hampson 1894. Rhynchoplexia griseimarginata ingår i släktet Rhynchoplexia och familjen nattflyn. Inga underarter finns listade.